# بازار سيبه
 بازار سیبه  (بالفارسية: بازار سیبه، بالإنجليزية: Bazar of Siba )، سوق تاريخى في ناحية كوخرد ( بالفارسية: بخش كوخرد ) في مقاطعة بستك في غرب محافظة هرمزگان في جنوب إيران.
تقع مدينة كوخرد على الضفة الشمالية لنهر مهران في موضع تنعطف فيه اليابسة لتجعل مياه نهر مهران حداً جنوبياً لمدينة كوخرد، وتفصل سلسلة جبال الناخ من جهة الشمال. «کُوخِرد» مدينة قديمة جداَ يرجع تاريخها إلى خمسة آلاف سنة قبل الإسلام وكانت تدعى (سيبأ أو سيبه)، وكانت تتبع مدينة لنجة ادارياً في ما مضى والتي كانت تحت حكم القواسم حيث كانت إمارة القواسم مسيطرة على تلك البلاد.
في مدينة كوخرد وفي موسم الصيف كانوا الناس يرتحلون من الضيعة إلى القسم الجنوبي لنهر مهران حيث مزارع النخيل وثمارها الطازجة من مختلف أنواع الرطب، ونسمات الكوس العليل تتسرب عبر عيدان سعف (العريش) فتلفح الأجسام بأبرد وأحلى النسمات المنعشة، وكانت العائلات تعد لنفسها مسكنا صيفيا من العريش، وبيوت من الطين المسلح بالتبن مبنية على قطعة أرض بين واحات النخيل، بحيث ان كانوا يبنون عدة عرايش بجوار البيوت الطينية الموجودة. عريش للجلوس، وأخرى للمطبخ، وهناك «السيم» أو (السجم) أي المنامة المصنوعة من «اَلدُعوُن» السعفية على جذوع أشجار النخيل ويكون «السيم» أي المنامة مخصصا لمبيت العائلات ليلا متلحفين بالسماء والقمر والنجوم ومنتعشين بلفحات رياح «السهيلي» ونسمات الهواء العليلة، وأيضا تخصص العائلات زريبة بقرب «السيم» لربط ماعزها واغنامها المرتحلة معها من الضيعة وتسمى «أسو ه» باللهجة المحلية، وهي عادةً مصنوعة من الأغصان الأشجار السمر، والسدر، والسلم (شجرة) التي بها أشواك، لكي يمنع دخول الحيوانات المفترسة إلى الزريبة ك (الذئاب) وغيرها.
اشتهرت  مدينة سیبه القديمة  بساحاتها وأسواقها منذ القدم، وكانت هذه الساحات والآسواق تجمع ومراكز نشطة لبيع مختلف البضائع والسلع سواءً المصنعة محلياً أو المجلوبة من البلدان المجاورة لِـسوق  بازار سیبه . 

## سوق بون خير
من ابرز هذه الأسواق «بون خير» ، اما أشهرها فهي سوق «بازار سیبه» ،«سوق بون خير» التي ظلت تعتبر حتى أواخر الستينات سوقاً رائجة، ومن أهم الأسواق الشعبية في ناحية كوخرد « سيبة »، وقد أتخذ هذا السوق هذه التسمية لكونه يقع «ساحة بون خير»، وكان يقام بمحاذاة بيت المسافرين المسمى بـ (بون خير) الخان، وكان يقصده الرجال والنساء والأولاد، حيث يجد الفرد فيه كل مايلزمه من سلع وحاجات متوفرة بأسعار مناسبة، وأهم السلع والمنتجات المصنعة محلياً وهي الأواني النحاسية والفخارية والخزفية وجحال الشرب) و «المزاهر» وغيرها، وفي الشتاء كانوا يجلبون الأسماك والفواكه على ظهور الجمال إلى السوق لبيعها، ويقبل على شرائها تجار الجملة لنقلها للمنطقة الشرقية كـبربار ولاور وپدل ولمزان.

## السوق في مطلع السبعينيات
في مطلع السبعينيات أخذت أهمية هذا السوق تقل تدريجياً بسبب التخطيط والتطوير العمرانى الذي شهدته أسواق مدينة كوخرد، ومنذ مطلع الثمانينات اختلف هذا السوق بسبب التطور الذي شهدته البلاد فظهرت فيها المتاجر والمؤسسات الكبيرة وبنيت أسواق جديدة ذات طابع معاصر ومغاير لسوق بون خير تماماً.
و «ساحة بون خير» ساحة قديمة جداً حيث (سوق بون خير)، يتجمع فيها الشيوخ الكبار السن في فترتي الصباحية والمسائية يتجاذبون اطراف الحديث وحكايات مختلفة عن الماضي.

## ساحات وأسواق أخرى
هناك ساحات وأسواق أخرى في كوخرد، منها ساحة «بازنكة» وساحة «مدرسة»، ساحة المدرسة الحكومة شيدت فيها مدرسة ابتدائية للأولاد، أما ساحة «بازنكة» فكانت في الماضي مكاناً للآلعاب الشعبية، وكان الصبيان من مختلف الأعمار يمارسون الألعاب في هذه الساحة في الليالي المقمرة تحت ضوء القمر. اما الآن فبها «مسجد عمر بن الخطاب» بنى عام 1984 على نفقة رجل أعمال من مملكة البحرين.

## وصلات خارجية
- مدينة سيبه الأثرية
- سيبه
- ترنه
- معبد سيبه
- التقسيمات الإدارية لمحافظة هرمزگان